# Visitekaartje

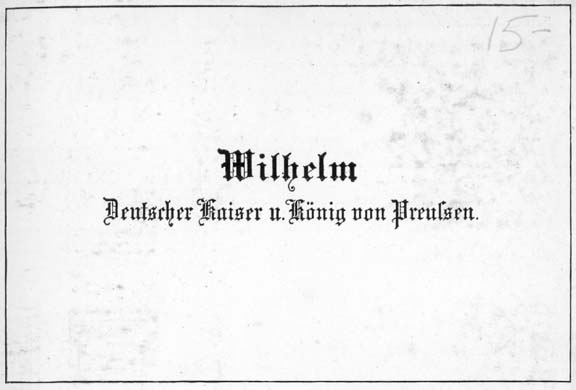
Een visitekaartje van Kaiser Wilhelm

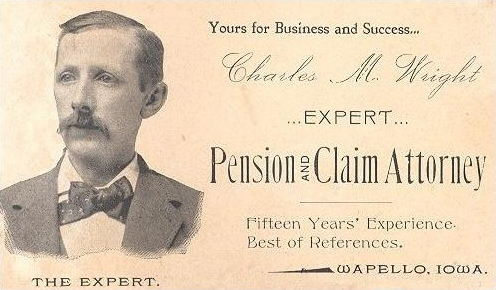
Een visitekaartje uit 1895

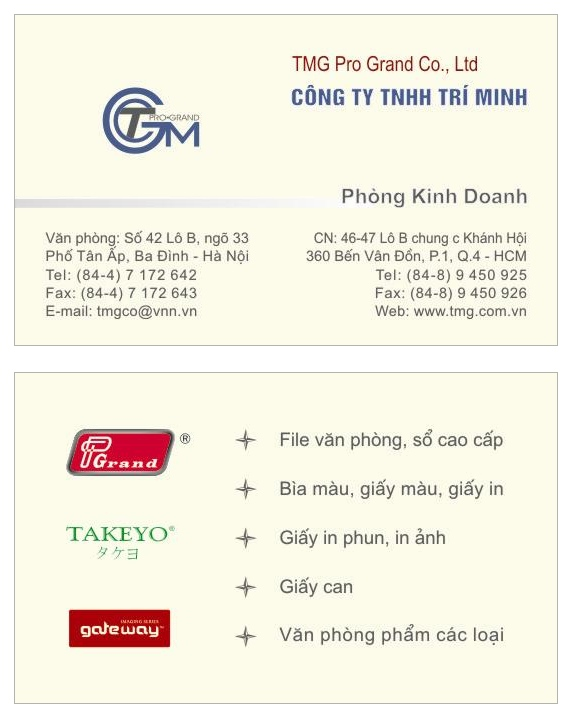
Een modern visitekaartje tweezijdig gedrukt

Een visitekaartje, ook wel naamkaartje genoemd, is meestal een kartonnen kaartje met de persoonlijke contactgegevens, dat bij eerste ontmoetingen (of: in plaats daarvan) overhandigd wordt om toekomstig contact te vergemakkelijken. Doorgaans worden zij gebruikt in de zakelijke sfeer, maar privé- of hobby-toepassingen komen ook voor.

## Gebruik
Bij een bezoek aan een hoogstaand persoon gaf men zijn visitekaartje aan een bediende, die het aan de te bezoeken persoon overbracht als introductie van de bezoeker. Bij feesten werd het aan de ceremoniemeester overhandigd, zodat die de net aangekomen gast correct kon aankondigen.
Op het kaartje staat meestal vermeld:
- De naam van degene die het uitdeelt, met eventuele titels
- Functie
- Bedrijfsnaam
- Telefoonnummer(s)
- Adresgegevens van het bedrijf waarvoor hij of zij werkt
- Het logo (beeldmerk) van het bedrijf
- E-mailadres
- Adres van de website
- KvK-nummer

Soms wordt dit aangevuld met pasfoto, bankrekeningnummer, bedrijfsslogan.
Een visitekaartje geeft door zijn uitvoering en inhoud een eerste indruk van de betreffende persoon. Vandaar dat ook andere dingen die een eerste indruk geven wel als "visitekaartje" worden bestempeld, bijv: "De etalage is het visitekaartje van de winkel."
Een visitekaartje kan worden ontworpen door een grafisch ontwerper en vervolgens gedrukt worden bij een drukkerij. Er zijn ook websites waar men zelf een visitekaartje kan vormgeven: men kiest een lay-out uit de aangeboden collectie, vult de gegevens in die op het kaartje moeten komen en betaalt online, waarna de kaartjes in een sterk geautomatiseerd proces gedrukt en per post verstuurd worden. Op enkele grote stations in Nederland hebben visitekaartjesautomaten gestaan.
Aangezien visitekaartjes worden gebruikt vanuit het oogpunt van relatiemarketing wordt soms het onderscheidend vermogen van belang geacht en ontstaan er zo creatieve, unieke uitingen.
Visitekaartjes worden zowel enkelzijdig als dubbelzijdig bedrukt en soms ook eenmaal gevouwen. De gebruikte papiersoort is meestal 250 t/m 300 g/m2; soms worden de kaartjes in creditkaartformaat gedrukt op al dan niet afbreekbaar of biologisch plastic.
Voor bescherming konden visitekaartje worden gelamineerd met behulp van een lamineerapparaat en passende plastic hoesjes. Ook was het een tijd hip om je visitekaartje als cd-rom uit te delen, met daarop bijvoorbeeld een bedrijfspresentatie. Deze cd-rom was in het formaat van een cd-single en er zijn zelfs rechthoekige exemplaren gemaakt die nauwelijks groter waren dan een normaal visitekaartje. Deze media konden 50 - 100 Mb aan data bevatten.
Er bestaan verschillende opbergsystemen, van speciale doosjes tot mappen voorzien van plastic bladzijden met vakjes daarin. Deze items leenden zich - voorzien van bedrijfslogo - voor relatiegeschenk.

## Afmetingen
| Standaard                                                                      | Afmeting (mm) | Breedte/hoogte |
| ------------------------------------------------------------------------------ | ------------- | -------------- |
| ISO 7810 ID-1, creditcard-formaat                                              | 85,60 × 53,98 | 1,586          |
| ISO 216, A8                                                                    | 74 × 52       | 1,423          |
| Australië, Nieuw-Zeeland                                                       | 90 × 55       | 1,636          |
| Canada, Verenigde Staten                                                       | 89 × 51       | 1,745          |
| Japan (yongō)                                                                  | 91 × 55       | 1,655          |
| Duitsland, Frankrijk, Italië, Spanje, Verenigd Koninkrijk, Nederland, Portugal | 85 × 55       | 1,545          |
| Hongarije, Tsjechië                                                            | 90 × 50       | 1,8            |
| China                                                                          | 90 × 54       | 1,667          |